# Stradivarius Gould

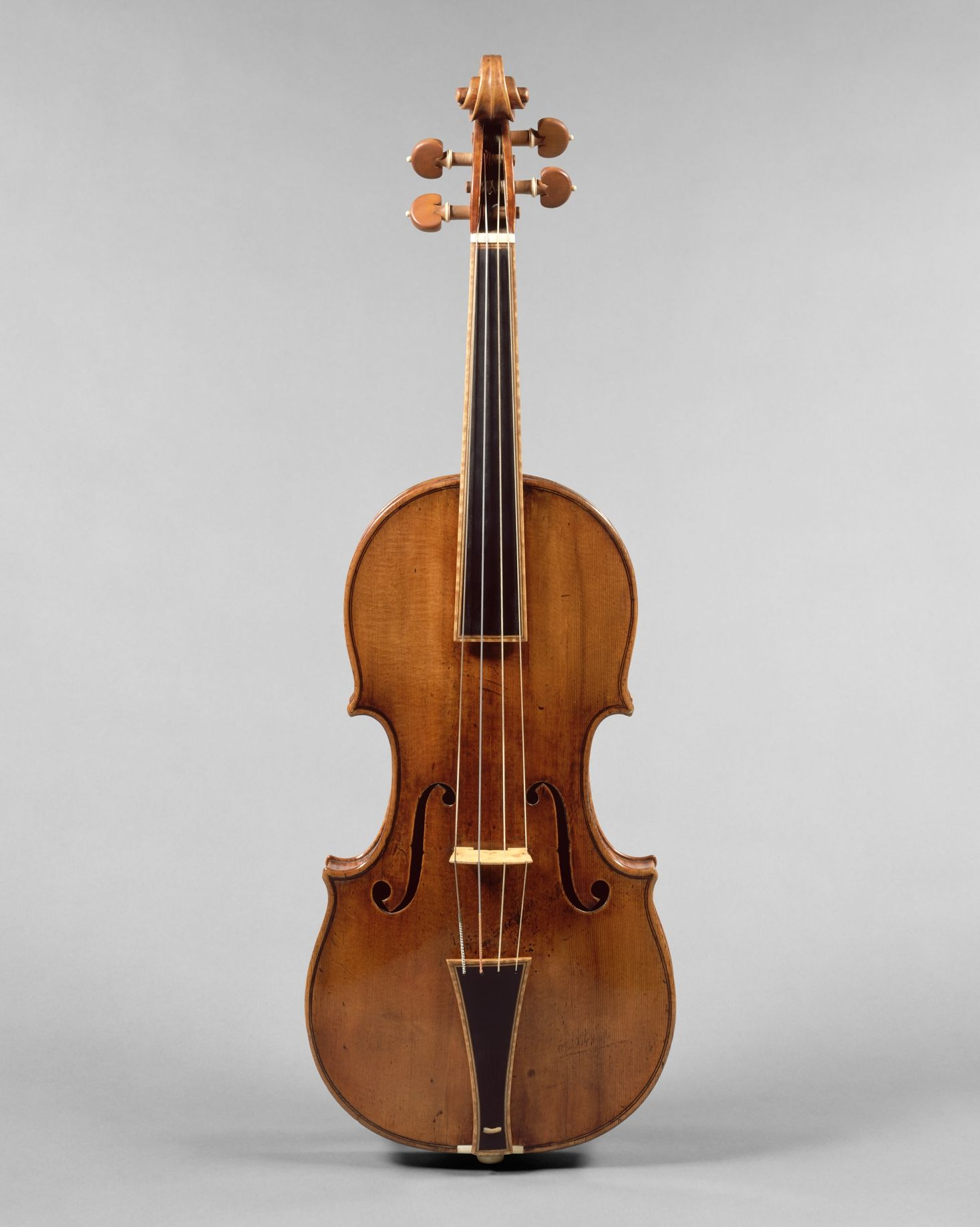
El Stradivarius Gould, de 1693

El Stradivarius Gould de 1693 es un violín fabricado por el luthier italiano Antonio Stradivari de Cremona (1644-1737). Este violín es un producto del periodo de patrón largo de Stradivari y ha sido modificado en una configuración de violín barroco por el luthier Frederick J. Lindeman ubicado en Ámsterdam, Países Bajos. Está en una colección en el Museo Metropolitano de Arte en Estados Unidos, Nueva York.

## Propiedad
La propiedad del violín Gould se remonta a 1820 por un propietario que aparece como "Marqués de Villers". Alrededor de 1850, un violinista francés y célebre maestro Charles Dancla compró el instrumento y en 1880, el violín era propiedad de una persona identificada como M. Labitte (Reims, Francia), posiblemente Louis Labitte, un coleccionista de manuscritos musicales. El violín fue comprado nuevamente en 1897 por un hombre llamado Rev. Albert Willan hasta alrededor de 1900 cuando el violín fue vendido al violinista y compositor polaco Emil Młynarskyi.
En 1918, el violín fue comprado por Allgemeine Musikgesellschaft (Basilea, Suiza) y se usó hasta 1928, cuando la firma Albert Caressa vendió el violín a George Gould. El instrumento permaneció con George Gould hasta 1955, cuando George Gould legó el violín al Museo Metropolitano de Arte, donde se encuentra actualmente.

## Instrumento
El Gould lleva el nombre de uno de sus propietarios y eventual donante, George Gould, quien había donado el instrumento al Museo Metropolitano de Arte en 1955. En 1974, se tomó una cuidadosa decisión de devolver el instrumento a una forma "barroca" para que los artistas que se especializan en interpretaciones históricas pudieran utilizar el instrumento. Se considera el único violín de Stradivari que ha vuelto a una configuración barroca y "se utiliza regularmente para la interpretación del repertorio de época".